# Basilio Modesto García
Basilio Modesto García y Gallego, conocido simplemente como Basilio García, fue un militar español con un papel destacado en las Guerras de Independencia Hispanoamericana. 

## Biografía
Nacido en Cuéllar el 28 de mayo de 1789, inició su carrera militar como soldado raso en la guerra contra la convención y combate en la guerra de independencia española. Arribó a la Costa Firme proveniente de España con el grado de capitán en la expedición de Pablo Morillo. Con el grado de coronel estuvo al mando del batallón ligero de voluntarios de Aragón en Santafé y tras conocer el resultado de la batalla de Boyacá se replegó a la provincia de Pasto.
 
Con su victoria en la batalla de Bomboná detuvo la marcha al sur de Bolívar, pero tuvo conocimiento de la derrota de Melchor de Aymerich en la batalla de Pichincha, y tras aceptar el ofrecimiento de Bolívar capituló sus fuerzas y la provincia de Pasto, en Berruecos el 6 de junio de 1822. Marchó para La Habana ese mismo año. 
Regresa a España en 1823, permaneciendo en el ejército al mando de tropas de Voluntarios Realistas durante la restauración absolutista de Fernando VII de España.